# Schimperella rhynchostegioides
Schimperella rhynchostegioides är en bladmossart som beskrevs av Thériot 1926. Schimperella rhynchostegioides ingår i släktet Schimperella och familjen Brachytheciaceae. Inga underarter finns listade i Catalogue of Life.